# Rochedo Hetty
O Rochedo Hetty é o maior de vários rochedos na Baía de Walker fora da Praia John na Ilha Livingston ocidental nas Ilhas Shetland do Sul, na Antártida. A região foi visitada por caçadores de foca no início do século XIX.
A feição recebeu o nome do navio caçador de foca britânico Hetty sob o comando do Capitão Ralph Bond que operou nas Shetlands do Sul em 1820-21.

## Localização
O rochedo está localizado em 62° 40′ 05,6″ S, 60° 43′ 54″ O, 7,02 km (4,36 mi) a leste-nordeste do Cabo Elefante, 1,92 km a sudeste da praia John e 6,24 km a oeste-sudoeste do Cabo Hannah. Foi feito mapeamento britânico em 1935 e 1968, chileno em 1971, argentino em 1980, e búlgaro em 2005 e 2009.

## Mapas
- L.L. Ivanov et al. Antarctica: Livingston Island and Greenwich Island, South Shetland Islands. Scale 1:100000 topographic map. Sofia: Antarctic Place-names Commission of Bulgaria, 2005.
- L.L. Ivanov. Antarctica: Livingston Island and Greenwich, Robert, Snow and Smith Islands. Scale 1:120000 topographic map.  Troyan: Manfred Wörner Foundation, 2009.  ISBN 978-954-92032-6-4

## Ligações Externas
- Dicionário Geográfico Antártico Composto.